# Amata davidi
Amata davidi är en fjärilsart som beskrevs av Gustave Arthur Poujade 1885. Amata davidi ingår i släktet Amata och familjen björnspinnare. Inga underarter finns listade i Catalogue of Life.